# Tetraglenes ceylonensis
Tetraglenes ceylonensis är en skalbaggsart som beskrevs av Stefan von Breuning 1942. Tetraglenes ceylonensis ingår i släktet Tetraglenes och familjen långhorningar.
Artens utbredningsområde är Sri Lanka. Inga underarter finns listade i Catalogue of Life.